# Pont Sublicio (nouveau)
Le Ponte Sublicio, également connu sous nom de ponte Aventino ou de ponte Marmoreo, est un pont de Rome sur le Tibre, situé dans les rioni Ripa, Trastevere et Testaccio et dans le quartier Portuense.
Dans l'Antiquité, c'était un pont en bois, le pont le plus ancien de Rome. Il se trouvait juste en aval de l'Île du Tibre, et représentait une étape obligée de la voie nord-sud dans l'Antiquité, au pied de la colline de l'Aventin. Sa construction est attribuée au roi Ancus Martius (642 - 617.C.) d'après Tite-Live et Denys d'Halicarnasse.

## Origine du nom
Le nom dérive du terme sublica, attribué à la langue volsque, avec le sens de "planches de bois". Le pont a été, en fait, à l'origine construit entièrement en bois et est lié au mythique épisode de Horatius Coclès, dans les premières années de la République romaine.

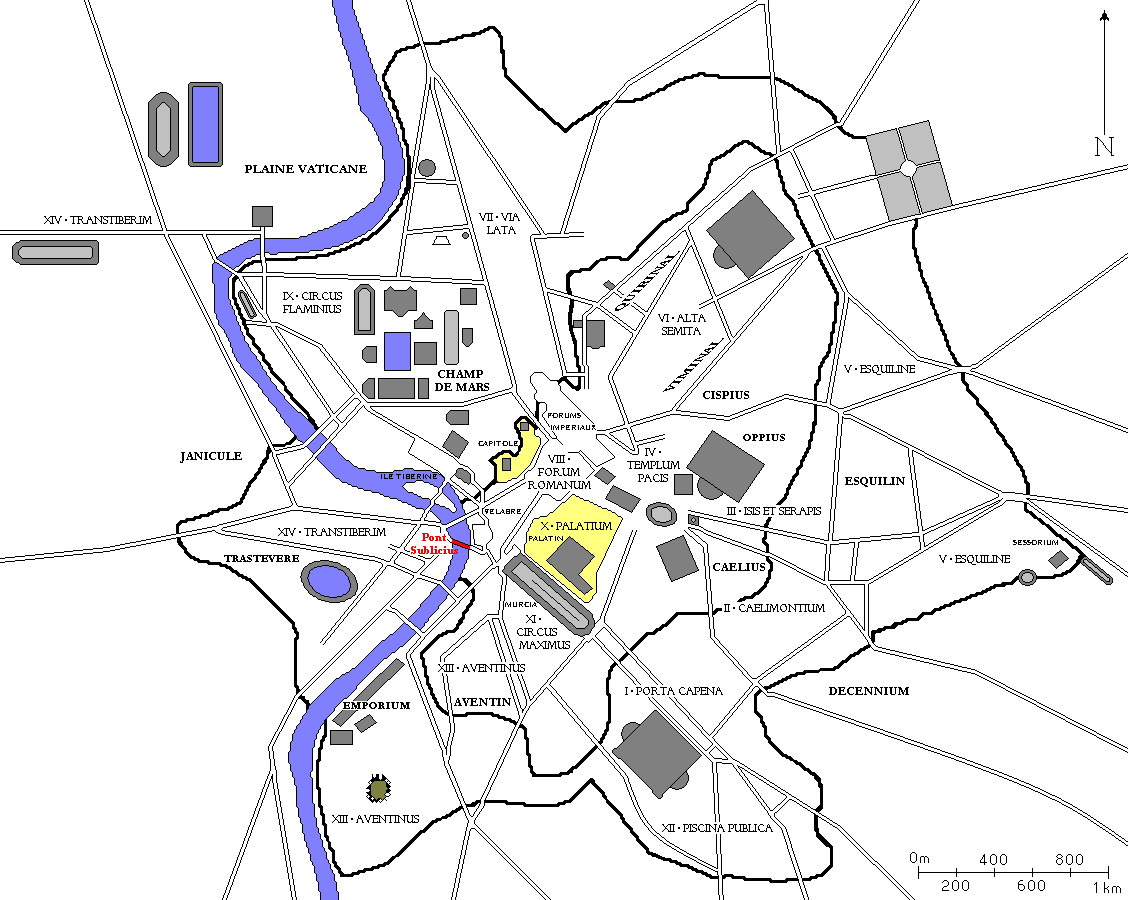
Emplacement du pont

## Le pont actuel
Le pont actuel a gardé le même nom que le pont antique. Il a été construit en 1918 sur un projet de Marcello Piacentini , pour unir les deux rives du Tibre à hauteur de la Piazza di Porta Portese et de la Piazza dell Emporio.

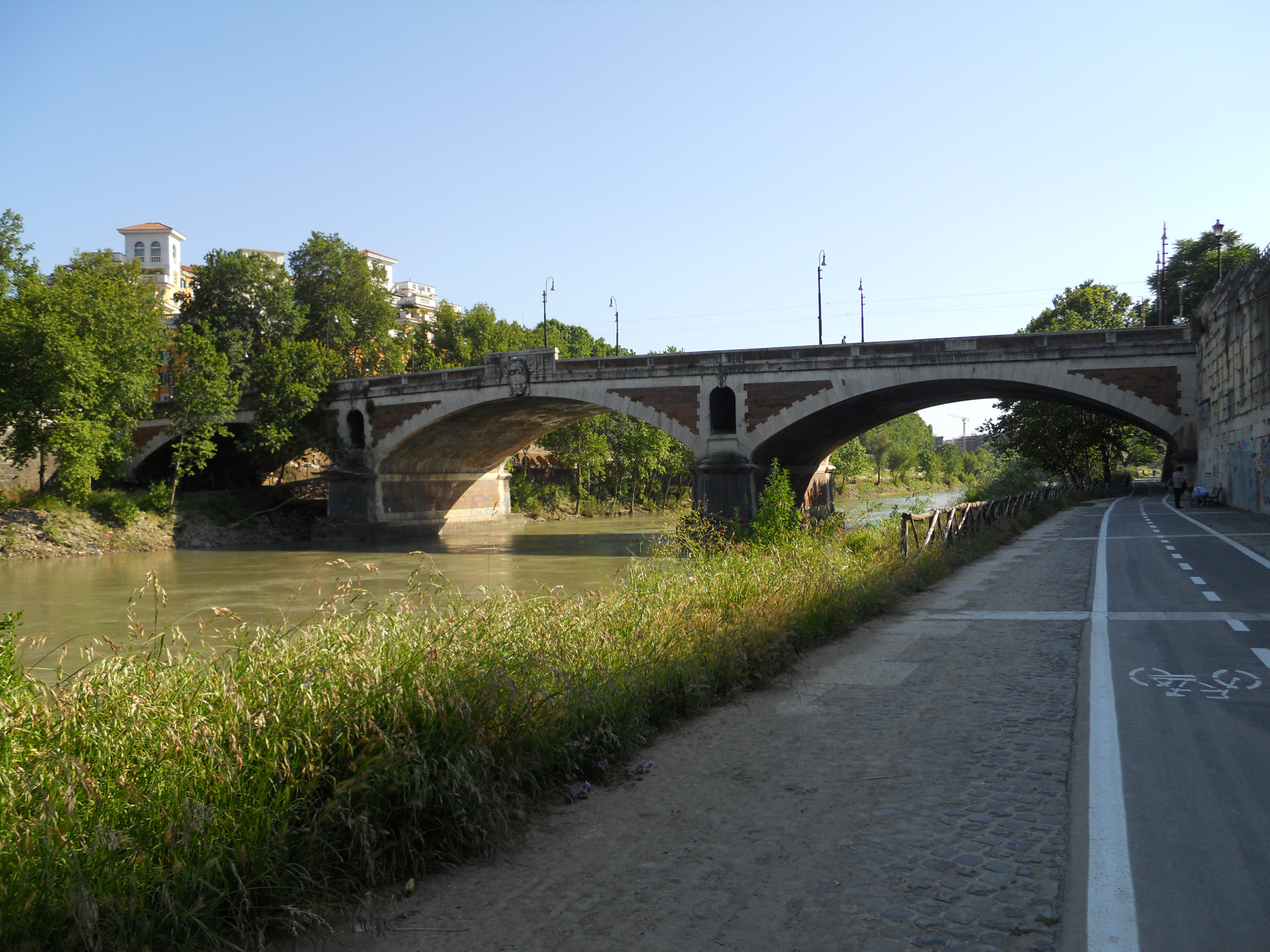
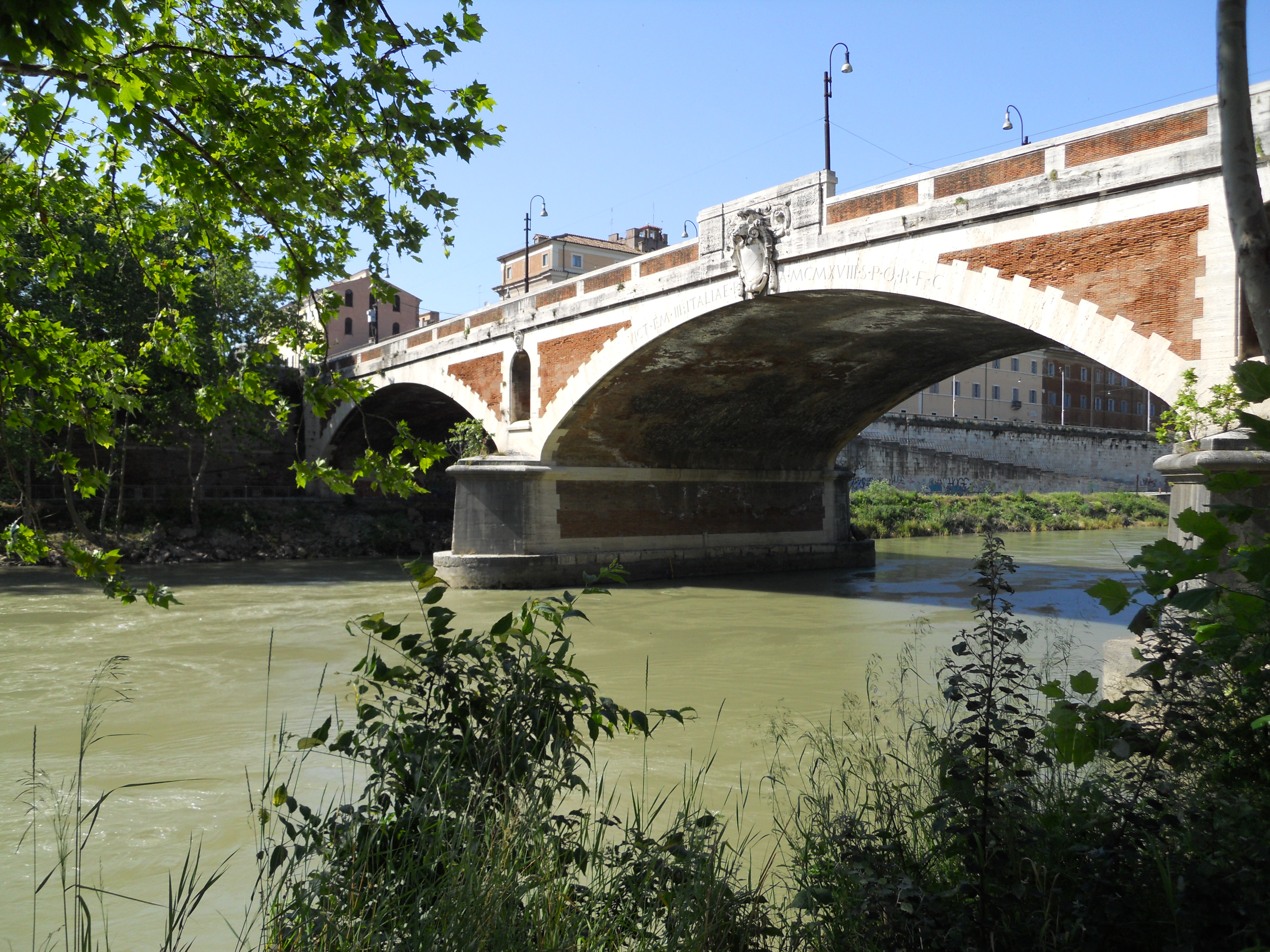

## Le vieux pont
Du vieux pont il ne reste aujourd'hui aucune trace, mais son emplacement a été à la hauteur de l'actuelle via del Porto, à l'extrémité nord du complexe de San Michele.
La légende raconte que, vers le sixième siècle. A.C., pendant la guerre étrusco-romaine, Horatius Coclès, un noble citoyen romain, repoussa les ennemis près du pont, tandis que ses concitoyens démolirent le pont derrière lui.
La tradition religieuse (tenant son origine de la nécessité d'être en mesure de démonter l'ouvrage facilement pour les besoins de la défense), prescrit de ne pas utiliser d'autres matériaux que le bois. Le pont a été considéré comme sacré (selon Varron, le terme de pons est dérivé de la désignation de "pape" ou pontifex), et il a été l'objet de cérémonies anciennes, y compris le lancement dans la rivière de la Argei, ou encore des poupées de paille (peut-être en remplacement des plus anciens sacrifices humains), lors de la cérémonie de la Lémurie.

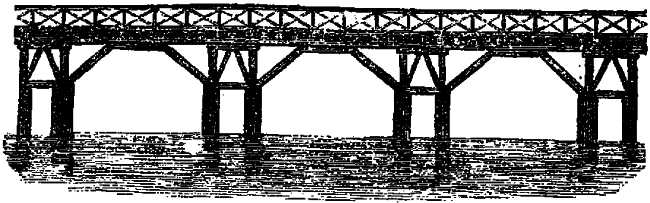
La reconstruction du Pont Sublicius, selon Luigi Canina.

Le pont a subi de fréquentes restaurations et reconstructions (60 in.C., 32 à.C., 23.C., 5 .d.C., 69 d.C., sous Antonin le Pieux et peut-être sous les empereurs Trajan, Marc-Aurèle et Septime Sévère). Sur les représentations de certaines pièces de monnaie de la période impériale, apparaissent les extrémités de l'arche avec des statues.
Bien que les traces du pont aient été visibles dans le lit du Tibre jusqu'à 1890 environ, les restes ont été complètement démolis, dans le cadre des mesures de réinstallation du parcours urbain de la rivière, comme mesure de prévention des inondations.